# Dominic Nahr
Dominic Nahr (* 10. Juni 1983 in  Heiden, Kanton Appenzell Ausserrhoden) ist ein Schweizer Fotojournalist und Kriegsfotograf.
Dominic Nahr kam 1983 im schweizerischen Heiden zur Welt. Er ist der Sohn einer Schweizer Reiseleiterin und eines deutschen Transportunternehmers. Nahr wuchs in Hongkong auf und lebt in der Schweiz. Bevor er sich 2007 selbständig machte, studierte er an der Ryerson University in Toronto Film und arbeitete für die South China Morning Post in Hongkong. Für seine Fotoserie The Road to Nowhere über die Situation der Flüchtlinge im Osten der Demokratischen Republik Kongo erhielt er 2009 den zum ersten Mal vergebenen Newcomer-Preis des Leica Oskar Barnack Awards.
Seine Fotografien erscheinen in Le Monde, Time Magazine, GQ, National Geographic und Wall Street Journal.